# Crotalus viridis
Espèce
Synonymes
- Crotalus confluentus nuntius Klauber, 1935

Statut de conservation UICN

 LC  : Préoccupation mineure
Crotalus viridis est une espèce de serpents de la famille des Viperidae. La sous-espèce Crotalus viridis viridis est également nommée Crotale des prairies.

## Répartition
Cette espèce se rencontre :
- au Canada dans les provinces de l'Alberta et de la Saskatchewan ;
- aux États-Unis en Californie, dans le Montana, dans le Dakota du Sud et dans l'État de Washington ;
- au Mexique dans les États de Basse-Californie, dans le nord du Chihuahua et dans le nord-ouest du Coahuila.

Sa présence est incertaine dans l'Oregon.

## Description

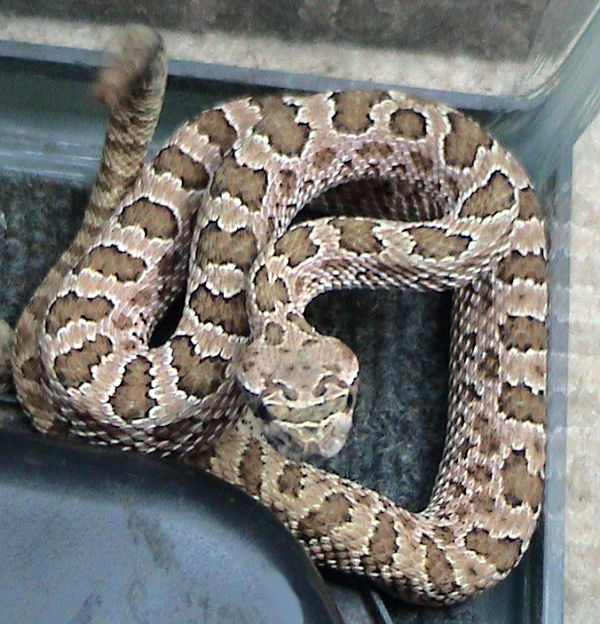
Crotalus viridis nuntius

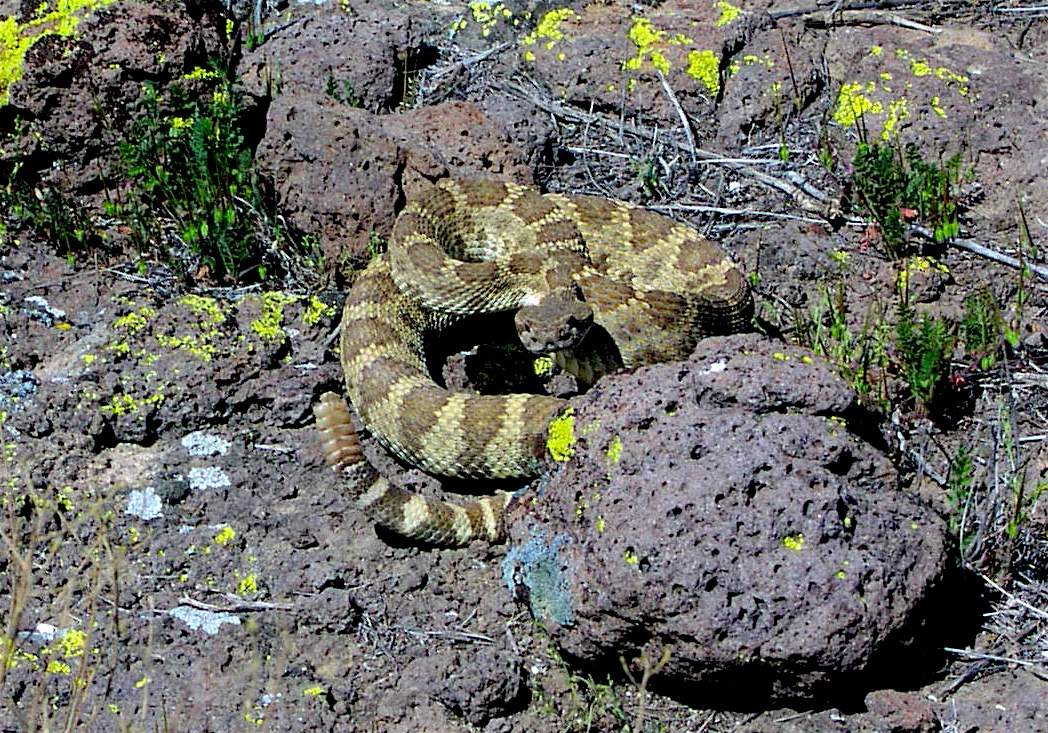

Ce serpent venimeux et vivipare dépasse la taille de 100 cm, avec un maximum connu de 151 cm (Klauber, 1937).

## Liste des sous-espèces
Selon The Reptile Database (13 février 2014) :
- Crotalus viridis nuntius Klauber, 1935
- Crotalus viridis viridis Rafinesque, 1818

## Publications originales
- Klauber, 1935 : A new subspecies of Crotalus confluentus, the prairie rattlesnake.  Transactions of the San Diego Society of Natural History, vol. 8, no 13, p. 75-87 (texte intégral).
- Rafinesque, 1818 : Further accounts of discoveries in natural history in the western states. The American Monthly Magazine and Critical Review, vol. 4, no 5, p. 39-42 (texte intégral).